# Balneário Gaivota
Balneário Gaivota är en kommun i Brasilien.   Den ligger i delstaten Santa Catarina, i den södra delen av landet, 1 500 km söder om huvudstaden Brasília. Antalet invånare är 8 244. Arean är 148 kvadratkilometer.
Terrängen i Balneário Gaivota är platt.
Omgivningarna runt Balneário Gaivota är en mosaik av jordbruksmark och naturlig växtlighet.